# Торос I
Торос I (вірм. Թորոս Ա, ? — 17 лютого 1129 або 16 лютого 1130) — третій інкнакал (володар) Вірменської Кілікії і тагавор айоц (король вірменський) або «Володар Гір» з династії Рубінянів (1100/1102/1103-1129/1130), син Костандіна I.

## Життєпис
У перші роки свого правління вигнав з країни візантійців та приєднав до своїх володінь Рівнинну Кілікію (з містом Сіс). Разом із князем Василом Гохом розбив війська Іконійського султанату під Бердусом та очистив країну від турків-сельджуків. З метою забезпечення безпеки східних кордонів країни уклав союз з едеським графом Балдуїном II, видавши за нього заміж свою дочку Арду та надавши допомогу в боротьбі з мусульманами. За відомостями Матеоса Урхаєці Торос помстився синам грецького князя Мандалія за убивство вірменського царя Гагіка II Багратуні, захопивши також їхні маєтки, фортецю Кізістра.
Надалі Торос поліпшив стосунки з Візантією, отримавши від імператора Олексія I титул «Першого Севаста». Торос I був засновником монастиря Дразарк, де й був похований після смерті.